# Abrir puertas y ventanas
Abrir puertas y ventanas es una película de coproducción suizo-argentina dirigida por Milagros Mumenthaler que se estrenó el 31 de mayo de 2012 y había sido vista en festivales en 2011.
Se trata del primer largometraje de la directora y fue galardonado con el premio a la mejor película en el Festival Internacional de Cine de Locarno (Suiza) de 2011, también el premio otorgado por Premio FIPRESCI de la crítica internacional, mención especial por el jurado del Premio Ecuménico y otra por Premio Environment is quality of life. En el mismo festival la actriz María Canale obtuvo el premio a la mejor actriz. En el Festival Internacional de Cine de Guadalajara (México) de marzo de 2012 recibió el premio a la mejor película iberoamericana.

## Sinopsis
La historia, que transcurre en un caluroso verano, muestra a tres hermanas adolescentes que quedan solas en la casa familiar tras la muerte de su abuela, que las había criado. Cada una expresa su luto en forma diferente en un clima de indolencia y apatía, y la directora nos muestra, como si fueran larvas que finalmente rompen su capullo para volar como mariposas adultas, el paso de las protagonistas a la adultez.

## Crítica
Deliberadamente la directora va aportando información sobre los protagonistas con parquedad y así se sabe que la abuela de las tres hermanas protagonistas, que las ha criado, murió poco antes del momento de inicio del filme. El trío debe encontrar nuevas formas de seguir adelante sin la presencia adulta de quien encabezaba la familia. A regañadientes examinan sus vidas y prioridades, se enzarzan en riñas –generalmente por cuestiones nimias- y mientras pasa la estación emergen lentamente de su tímido semiexilio. Las muchachas habían crecido entre polvorientos restos del pasado, como lo indican los muebles y artefactos de luz antiguos de la casa, pero claramente ha llegado el momento de abrir puertas y ventanas y para ello es crucial el diestro vecino Francisco (Julián Tello) quien, luego de la súbita salida en viaje de la inquieta Violeta — un hecho que ocurre fuera de la pantalla pero que tiene gran incidencia en lo que sigue- se encamina hacia una relación con Marina, la mayor y más insegura de las hermanas.
Manteniendo con firmeza el énfasis en la evolución de los personajes y en el clima de la acción, Mumenthaler, cuya técnica cinematográfica y elección del tema recuerdan los primeros trabajos de su aclamada compatriota Lucrecia Martel (La ciénaga, La niña santa), se toma sus propios recreos al comienzo y en la mitad del filme, recorriendo la casa y sus alrededores con la fascinación de un antropólogo por los detalles más tediosos. Este enfoque es riesgoso, y a veces cruza la línea a lo desmedido o tedioso, pero el público predispuesto a ser paciente puede encontrarse en forma imperceptible inmerso en el mundo de las hermanas. Abrir puertas y ventanas es un filme que, aunque aparentemente tedioso, resuena lentamente en nosotros. Algunas escenas claves transmiten su encantador significado, como aquella en la cual las hermanas, hundidas en un sofá, eventualmente se unen en un coro entonando la etérea canción de los 70’ (cantada por Bridget St.John) Back To Stay, que fue luego utilizada como título de la película en inglés. Sobre todo, hay una sensación tangible de que estas son personas reales, no simplemente el producto de un guion, en tanto Mumenthaler extrae sólidas actuaciones de su pequeño conjunto. La película fue vista por más de 11.000 espectadores del cine local.

## Reparto
- María Canale ... Marina Tauss
- Martina Juncadella ... Sofía Tauss
- Ailín Salas ... Violeta Tauss
- Julián Tello